# Phoradendron aurantiacum
Phoradendron aurantiacum är en sandelträdsväxtart som beskrevs av Trelease. Phoradendron aurantiacum ingår i släktet Phoradendron och familjen sandelträdsväxter. Inga underarter finns listade i Catalogue of Life.